# Asmund Havsteen-Mikkelsen
Asmund Havsteen-Mikkelsen (* 1977 in Aeroe) ist ein dänischer Künstler.

## Leben
Asmund Havsteen-Mikkelsen wurde als Sohn des Architekten Alan Havsteen-Mikkelsen und Enkel des Künstlers Sven Havsteen-Mikkelsen geboren.
1996–2003 erwarb er einen M. A. in Literatur und Philosophie an der Universität Kopenhagen.
Havsteen-Mikkelsen ist Absolvent der Königlichen Dänischen Akademie der Schönen Künste in Kopenhagen im Jahr 2009. Er studierte unter anderem bei Thomas Demand, Gerard Byrne und Michael Diers. Die Akademiezeit (2003–2009) umfasste längere Studienaufenthalte an Auslandshochschulen, darunter das CCA Research Program, Kitakyūshū in Japan 2004–05 und die Hochschule für Bildende Künste Hamburg 2007–08.
2011 erhielt er Henry Heerups Ehrenstipendium sowie Arbeitsstipendien vom Statens Kunstfond. Er ist in mehreren großen Sammlungen vertreten, darunter Statens Kunstfond (die Dänische Kunststiftung), Ny Carlsbergfondet (die Neue Carlsberg-Kunststiftung), Swedish Art Counsil und die Novo Nordisk Foundation sowie mehrere Privatsammlungen in Deutschland, England, Schweden und den Vereinigten Staaten. Zudem war er für mehrere große Dekorationsaufgaben verantwortlich, darunter das Nyborg Gymnasium, Vestre Landsret, Jazzhus Montmartre und Valsemøllen Esbjerg. Darüber hinaus schuf er für das Berliner Architekturbüro Grüntuch Ernst Architekten eine Serie von 12 Gemälden für das Buchprojekt „Dialoge“ (2013). 2019 erschien die erste internationale Monographie über Asmund Havsteen-Mikkelsen mit dem Titel „Mentalscapes“ im deutschen Kunstverlag Kerber Verlag.
2007–2015 hatte Havsteen-Mikkelsen sein Atelier in Berlin, heute lebt und arbeitet er in Kopenhagen.

## Malerei
Um 2007 erlangte Asmund Havsteen-Mikkelsen den Durchbruch als Künstler mit seinen von Edward Hopper inspirierten Transiträumen oder Non-Sites. Von Anfang an arbeitete er mit architektonischen Motiven mit scheinbarer Abwesenheit des Menschen, aber nur scheinbar erlaubt er es dem Betrachter, sich mit dem Subjekt vertraut zu machen und sich der Spuren menschlicher Existenz im Bild bewusst zu werden. In gewisser Weise kann man sagen, dass Asmund Havsteen-Mikkelsen sich mehr um die Ideen hinter der Architektur als um die Architektur selbst kümmert. Seitdem hat er sich tiefer in eine mentale Auseinandersetzung mit den Strukturen der Architektur eingearbeitet. Seine Beschäftigung mit den Utopien der Moderne glänzt von Zeit zu Zeit durch seine Malereien. Von Anfang an nannte er seine Werke Mentalscapes, mentale Landschaften. So gesehen, kann man den Bildraum als metaphysischen Raum bezeichnen, der mit seinen formlosen architektonischen Strukturen, gepaart mit einfachen, aber starken Farbfeldern, die Reflexion des Betrachters von der ruhigen Kraft des Bildes schärfen. Der Bildraum wird so zu einem mentalen Gedankenraum.
Mit Genauigkeit und einem Gefühl unerwarteter Schnitte des Motivs schafft Asmund Havsteen-Mikkelsen eine neue mentale Landschaft, die die eigene Erwartung des Betrachters an Architektur und Raum befreit. Indem er das Motiv des Bildes beschneidet und reduziert und unbekannte, noch nie dagewesene Details der Struktur und Form des Gebäudes heraufbeschwört, macht er das Vertraute unbekannt und zaubert so eine Entfremdung des malerischen Objekts herbei. Hier verändert sich die Stimmung des Bildes, es wird fremd oder besser „unheimlich“ gemacht – ein Begriff von Sigmund Freud, auf den sich Asmund Havsteen-Mikkelsen oft bezieht. Durch diese Verschiebungen und Verzerrungen von Motiven wird diese undefinierbare „Unheimlichkeit“, diese Trennung zwischen Vertrautem und Unbekanntem, erreicht, das Fremde sozusagen, das darauf abzielt, die mentale Ebene des Betrachters zu stören und eine neue räumliche Erfahrung sowie einen neuen Einblick in die Architektur zu bieten, die das Leben, das wir leben, umrahmt.
Ein weiteres Merkmal der Gemälde von Asmund Havsteen-Mikkelsen sind die vibrierenden Verschiebungen in der Materialqualität, bei denen sich die Oberfläche des Gemäldes von dicken Farbschichten zu dünneren Schichten mit Spuren aus der darunter liegenden Skizze wandelt. Ein Beispiel könnte die Darstellung eines Fensters mit fotografischer Präzision sein, die mit einer freieren Darstellung an anderer Stelle auf der Bildfläche kontrastiert und zu einem ausdrucksstarken Malstil neigt. Die fotografischen Details deuten darauf hin, dass der Betrachter nah am Werk ist, aber auf einmal wird der Betrachter von den abstrakten Oberflächen des Werkes weggerückt, die am besten aus der Ferne betrachtet werden.
Asmund Havsteen-Mikkelsen interessiert sich für die Verbindung von Psychologie und Architektur und dafür, wie Architektur unsere Gedanken beeinflusst, wenn wir uns darin eine Zeitlang aufhalten oder sie bewohnen. In dieser Sicht steht auch das Verhältnis zwischen Natur und Architektur auf dem Spiel. Manchmal nehmen die Gebäude in Asmund Havsteen-Mikkelsens Bildern fast den Charakter natürlicher Elemente, wie felsige Landschaften mit vertikalen Flächen mit diagonalen Vorsprüngen und Niveauunterschieden, an – manchmal wird die Natur freier und lockerer gemalt als die Gebäude, die dann mit glatten Auszügen und Linien, die ineinander gleiten, straff erscheinen. In einem Interview auf dem Louisiana Channel vertieft Asmund Havsteen-Mikkelsen diese Beziehung zur Natur als malerisches Objekt und charakterisiert hier die Natur als ein Motiv, das in seiner Kunst immer mehr an Boden gewinnt. Er spricht hier über die ethische Verantwortung des Menschen gegenüber der Natur, und mit seinen neuesten Arbeiten untersucht er das Feld zwischen Natur und Kultur noch mehr als bisher.
Es handelt sich also um eine komplexere Version der Realität, die Asmund Havsteen-Mikkelsen in seinen Werken reproduziert. In seinen Gemälden wird der Verweis auf reale Gebäude aufgelöst oder verwischt. Die Schatten des Raumes sind so markiert, dass es schwierig zu entscheiden ist, ob es Tag oder Nacht ist. Asmund Havsteen-Mikkelsen bricht auf diese Weise mit der Wiedererkennbarkeit des Ortes, so dass wir als Betrachter mit einem ambivalenten Sinn für den Anfang und das Ende des Raumes allein gelassen werden. Es ist wie ein Ort, den wir kennen, aber nur teilweise. Gleichzeitig vibrieren die Formen des Bildes zwischen dem Figürlichen und dem Abstrakten. Asmund Havsteen-Mikkelsen entscheidet sozusagen, was wir sehen dürfen, mit seiner bewussten und scharfen Ausschnitt des Originalfotos, und dieser Ausschnitt hilft, dem Bild mehr oder weniger Abstraktion hinzuzufügen.

## Kunst im öffentlichen Raum
Parallel zur Malerei hat Asmund Havsteen-Mikkelsen mit Kunst im öffentlichen Raum gearbeitet. Zusammen mit dem Künstler und Filmregisseur Inuk Silas Hoegh rief er 2004 das Kunstprojekt Melting Barricades ins Leben, das anlässlich des 25-jährigen Jubiläums der Selbstverwaltung von Grönland die Werte in Frage stellte, die Grönland als Nation bewahren würde. Das Kunstprojekt umfasste ein Happening und eine Ausstellung. Gemeinsam mit dem Autor Boris Boll-Johansen entwickelte Havsteen-Mikkelsen 2009/10 das Projekt Büro für UrbanPraktik, das sich aktiv am Berliner Stadtraum beteiligte. Berlin bildete den Rahmen für verschiedene räumliche Interventionen in Form von Ereignissen unvorhersehbarer Art, darunter eine Galerie anhand von Klebestreifen im Tiergarten, die zwischen vier Bäumen gespannt waren, die von den Teilnehmern konstruiert wurden, die ihre eigene Kunst mitbringen mussten, die auf die Innenseite geklebt wurde. Schließlich wurde die gesamte Galerie zu einem großen Klumpen zusammengepresst und in die nächste Mülltonne gerollt. Seit 2014 hat Asmund Havsteen-Mikkelsen mit dem Kunstprojekt Mobile Welten Studierende an einer Vielzahl von Schulen, Gymnasien und Hochschulen an der Schaffung von Kunst im öffentlichen Raum beteiligt und unterstreicht damit die Abhängigkeit der Kunst von einem bestimmten Kontext. Seit 2015 beteiligt sich Asmund Havsteen-Mikkelsen jeden Sommer an den Aeroe Dog Days auf Ærø mit einer 3 m hohen Pappskulptur eines auf dem Meer brennenden Hundes. Im Rahmen dieser Aktivitäten organisiert Asmund Havsteen-Mikkelsen einmal im Jahr in Zusammenarbeit mit dem Schriftsteller Adam Drewes Sydhavnsambassaden eine offene Veranstaltung mit Poesielesung, Performance und Konzert.
Im Jahr 2018 stellte Asmund Havsteen-Mikkelsen auf dem Vejle Floating Art Festival eine Ecke von Le Corbusiers modernistischem Hauptwerk Villa Savoye im Maßstab Modell 1:1 nach und versenkte sie im Vejle Fjord als kritischer Kommentar zum Skandal von Cambridge Analytica, der Wahl Donald Trumps zum Präsidenten der Vereinigten Staaten, Putins Einmischung in demokratische Wahlen, dem Aufstieg von Rechtsradikalen in Europa und dem Brexit. Das Werk mit dem Titel Flooded Modernity ging viral – vor allem viele internationale Medien sprachen über das Werk, das auf diese Weise eine weitgehende Bedeutung bekam.
Seit 2016 arbeitet Asmund Havsteen-Mikkelsen mit Fotografie, zunächst mit dem Instagram-Projekt Louis Kahn in Denmark (2018 als Buch erschienen), dann mit dem Instagram-Projekt „Abstraction into Architecture“ (2018–).

## Kunsttheoretische Texte
Als wesentlicher Bestandteil von Asmund Havsteen-Mikkelsens künstlerischem Schaffen gelten auch seine kunsttheoretischen Schriften, die neben Kunsttheorie auch Kunst, Kunstgeschichte und Gesellschaft beinhalten. Jede schafft eine theoretische Grundlage für viele seiner Werke. Sein theoretisches Schreiben zusammen mit seinen Gemälden ist eine Art Gesamtkunstwerk, und deshalb stellen seine Bücher eine Möglichkeit zum Verständnis der Werke und ihrer Beziehung zur Gegenwart dar. Zu seinen kunsttheoretischen Schriften zählen Propositions on Painting (2013), Generic Singularity (2014), Non-Philosophy and Contemporary Art (2015), Endurance (2017) und Community of Contribution (2020).

## Ausstellungen (Auswahl)

### Einzelausstellungen
- 2006 Mentalscapes, Helene Nyborg Contemporary, Kopenhagen
- 2006: Frontal/Sideways, The Scandinavian House, Prag
- 2007: Supernumeral (with Emil W. Hertz), Marstal Museum, Aeroe
- 2010: Estrangement City, Politikens Galleri, Kopenhagen
- 2011: The Future Begins at Home, Rønnebæksholm Art Center
- 2012 Blue Devils, Galerie MöllerWitt, Aarhus
- 2013 Look At This World, Fold Gallery, London
- 2014 The Infinity Complex, Galleri Kant, Kopenhagen
- 2016 The Territorial Trap, Galleri Kant, Kopenhagen
- 2018 Demolition, Galleri Kant, Kopenhagen
- 2018: The House of Being, Viborg Kunsthal
- 2019 Lost in Space, Galleri Kant, Kopenhagen
- 2019 Total Transformation, Galerie MöllerWitt, Aarhus
- 2021 Privacy (wilding), Kastrupgaard-Sammlung, Kopenhagen
- 2021 More News From Nowhere, Galleri Kant, Kopenhagen

### Gruppenausstellungen
- 2007: Autolabor, Brandenburgischer Kunstverein Potsdam e.V.
- 2011: Enter II, Kunsthallen Brandts, Odense
- 2011: Uferhallen Kunstaktien, Uferhallen, Berlin
- 2011: Painterly Delight II, Ystad Konstmuseum,
- 2015: Bastard – Claus Carstensens Collection, Esbjerg Art Museum
- 2016: Ideals – Concrete Art Then and Now, Fuglsang Art Museum
- 2017: Idealer – Konkret Kunst Dengang og Nu, Randers Kunst Museum
- 2017: Show Me the Money, Museet for Samtidskunst, Roskilde
- 2017: Idealer – Konkret Kunst Dengang og Nu, Esbjerg Kunst Museum
- 2018: Floating Art, Vejle Kunstmuseum

## Bücher
- Mentalscapes. Kerber Verlag, 2019

## Belege
1. ↑  BauNetz: Grüntuch Ernst: Dialoge - Bücher im BauNetz. 5. Dezember 2013, abgerufen am 12. Februar 2021.
2. ↑  Michael Diers: Mentalscapes. Abgerufen am 12. Februar 2021 (britisches Englisch).
3. ↑  Lisbeth Bonde: Dansk kunst i 10´erne. 40 kunstnerportrætter. Gyldendal, Kopenhagen 2017, ISBN 978-87-02-22749-9, S. 148–155.
4. ↑  Maria Kjær Themsen: Berørt. Om dansk kunst i det nye årtusinde. Strandberg Publishing, Kopenhagen 2020, ISBN 978-87-92949-87-5, S. 263–266.
5. ↑  Ny Carlsbergfondet: Asmund Havsteen-Mikkelsen om Mentalscapes. 17. Dezember 2019, abgerufen am 12. Februar 2021.
6. ↑  Asmund Havsteen-Mikkelsen: This Sense of Unease. 1. Januar 2020, abgerufen am 12. Februar 2021 (amerikanisches Englisch).
7. ↑  Riya Patel: The man who sank the Villa Savoye. Hrsg.: iconeye.com. Januar 2019.
8. ↑  Wallpaper* Magazine: 'Flooded Modernity’ art installation sinks Le Corbusier’s Villa Savoye in a Danish fjord. 5. August 2018, abgerufen am 12. Februar 2021.
9. ↑  Le Corbusier's Villa Savoye sunk in Danish fjord. 1. August 2018, abgerufen am 12. Februar 2021 (englisch).
10. ↑  Floating Art Flooded Modernity Le Corbusier Vejle Museum of Art Dänemark. Abgerufen am 12. Februar 2021.
11. ↑  Am Ende: Flooded Modernity. Abgerufen am 12. Februar 2021.
12. ↑  Artist Creates Full-Scale Model of Sinking Villa Savoye. In: Metropolis. 31. Juli 2018, abgerufen am 12. Februar 2021 (amerikanisches Englisch).
13. ↑  Le Corbusier's Modernist Masterpiece Sunk In A Danish Fjord. 8. August 2018, abgerufen am 12. Februar 2021 (amerikanisches Englisch).
14. ↑  Le Corbusier's Villa Savoye sunk in Danish Fjord to criticize the sinking of modernity. Abgerufen am 12. Februar 2021 (englisch).
15. ↑  Pamela Buxton: Villa Savoye floats new cultural boats. Abgerufen am 12. Februar 2021 (englisch).
16. ↑  le corbusier's villa savoye floating in a danish fjord is a comment on the 'sinking’ of modernity. 1. August 2018, abgerufen am 12. Februar 2021 (englisch).
17. ↑  Ertrinkende Moderne - Ausstellung „Floating Art“. In: Baumeister. 11. Januar 2019, abgerufen am 12. Februar 2021 (deutsch).
18. ↑  Flooded Modernity: de moderniteit tot zinken gebracht. In: ABSoluutmagazine. 29. August 2018, abgerufen am 12. Februar 2021 (niederländisch).
19. ↑  Full-Size Replica of Le Corbusier's Villa Savoye Sunk in Danish Fjord. 31. Juli 2018, abgerufen am 12. Februar 2021 (amerikanisches Englisch).
20. ↑  Artist sinks Le Corbusier’s Villa Savoye in Danish fjord. 27. Juli 2018, abgerufen am 12. Februar 2021 (kanadisches Englisch).

| Personendaten    | Personendaten              |
| ---------------- | -------------------------- |
| NAME             | Havsteen-Mikkelsen, Asmund |
| KURZBESCHREIBUNG | dänischer Künstler         |
| GEBURTSDATUM     | 1977                       |
| GEBURTSORT       | Aeroe                      |